# 마지막 전투 (영화)
《마지막 전투》(프랑스어: Le Dernier Combat)는 1983년 개봉한 프랑스의 영화이다.

## 출연

### 주연
- 피에르 졸리베
- 장 부이스
- 프리츠 웨퍼

### 조연
- 장 르노
- 크리스티안 크루거
- 모리스 라미

## 기타
- 의상: 마르틴 라핀